# 葛木二上神社
葛木二上神社（かつらぎふたかみじんじゃ/かつらぎにじょうじんじゃ）は、奈良県葛城市染野の二上山雄岳山頂付近にある神社。式内社（大社）で、旧社格は郷社。「二上神社」・「葛木坐二上神社（かつらぎにいますふたかみのじんじゃ）」とも。

## 祭神
豊布都霊（とよふつのみたま）神と大国魂（おおくにたま）神を祀る。豊布都霊神が石上神宮に、大国魂神が大和神社に勧請されたという伝承がある。豊布都霊神については布都御魂の名が有名だが、何故「豊」が名前に付くのかは不明。また、武雷神と同神とされる。大国魂神は国津神の大将軍とされる。
『神社要録』には「武甕槌命、大国主命」、『神祇志』には「紀豊布都霊神、大国神」と記載されている。元々は二上山の2つの山頂・雄山と雌山にそれぞれ男神・女神が祀られていたものとみられる。

## 歴史
創建の年代等は不詳である。二上山には石器の素材となる讃岐岩（サヌカイト）の層があり、古くから周辺に人が住んでいたものとみられる。文献の初出は、『日本三代実録』の貞観元年（859年）正月27日条、当社に従五位上の神階を授けるという記述である。延喜式神名帳では「大和国葛下郡 葛木二上神社二座」と記載され、大社に列している。
當麻寺中之坊所蔵の「当麻寺付近絵図」には二上山の雌岳に神蛇大王（竜王）を祭る社もあったことが記されており、現在は中之坊鎮守として遷座され、境内稲荷神社末社に竜王社の小祠となったとの伝承がある。当社との関係は不明。
近世には当社は「岳の権現」と呼ばれ、二上山からの水流を利用する数十か村の岳郷の氏神であった。明治6年（1873年）4月に郷社に列格した。

## 境内
現在の社殿は、1974年（昭和49年）の二上山大火で焼失し、翌1975年に再建されたもので、内部には小さな榊の御神体がある。本社の東側に大津皇子の墓がある。
山麓の葛木倭文坐天羽雷命神社（倭文神社）に、相殿神として当社の大国魂神が祀られている。

## 祭事
旱魃の年には岳郷によって「嶽の神様 幟がお好き、幟持てこい、雨降らせ」と唱和して雨乞いの登山が行われた。現在は毎年4月23日に有志による「岳登り」が行われている。

## その他
境内（雄岳山頂）に立ち入るには美化保存協力金200円を神社に支払う必要がある。